# Балаклеївська сільська рада
Балакле́ївська сільська́ ра́да — адміністративно-територіальна одиниця та орган місцевого самоврядування у Смілянському районі Черкаської області. Адміністративний центр — село Балаклея.

## Загальні відомості
- Населення ради: 5 149 осіб (станом на 2001 рік)

## Історія
Черкаська обласна рада рішенням від 11 січня 2005 року у Смілянському районі у зв'язку з уточненням найменування села Балаклія — на Балаклея (Відомості Верховної Ради України, 2004 року, № 49, ст.533) перейменувала Балакліївську сільську раду на Балаклеївську сільську раду.

## Населені пункти
Сільській раді були підпорядковані населені пункти:
- с. Балаклея
- с. Теклине

## Склад ради
Рада складалася з 30 депутатів та голови.
- Голова ради:

### Депутати
За результатами місцевих виборів 2010 року депутатами ради стали:

#### За суб'єктами висування
| Суб'єкт висування                 | Кількість обраних депутатів | %    |
| --------------------------------- | --------------------------- | ---- |
| Самовисування                     | 25                          | 83,3 |
| Єдиний Центр                      | 3                           | 10   |
| Народно-демократична партія (НДП) | 1                           | 3,3  |
| Партія регіонів                   | 1                           | 3,3  |

#### За округами
| № округу                          | Прізвище, ім'я, по батькові      | Дата визнання обраним | Освіта             | Партійна приналежність                  | Відомості про обраного депутата                                 |
| --------------------------------- | -------------------------------- | --------------------- | ------------------ | --------------------------------------- | --------------------------------------------------------------- |
| Єдиний Центр                      |                                  |                       |                    |                                         |                                                                 |
| 13                                | Шостак Тетяна Миколаївна         | 05.11.2010            | незакінчена вища   | член Єдиного Центру                     | ТОВ КФ «Меркурій», касир                                        |
| 14                                | Шатайло Любов Миколаївна         | 05.11.2010            | вища               | член Єдиного Центру                     | ТОВ КФ «Меркурій», бригадир карамельного цеху                   |
| 29                                | Топчій Вікторія Володимирівна    | 05.11.2010            | вища               | член Єдиного Центру                     | ТОВ КФ «Меркурій», бухгалтер                                    |
| Народно-демократична партія (НДП) |                                  |                       |                    |                                         |                                                                 |
| 6                                 | Таран Павло Володимирович        | 05.11.2010            | середня спеціальна | член Народно-демократичної партії (НДП) | ТОВ КФ «Меркурій», бригадир карамельного цеху                   |
| Партія регіонів                   |                                  |                       |                    |                                         |                                                                 |
| 18                                | Ластівка Валентина Василівна     | 09.06.2013            | вища               | член Партії регіонів                    | Балаклійський ДНЗ «Берізка», вихователь                         |
| Самовисування                     |                                  |                       |                    |                                         |                                                                 |
| 1                                 | Хмелярчук Людмила Петріна        | 05.11.2010            | вища               | позапартійна                            | Теклинська загальноосвітня школа, вчитель                       |
| 2                                 | Авраменко Неоніла Леонідівна     | 05.11.2010            | середня спеціальна | позапартійна                            | ЛВЧ-2 ст. ім. Шевченка, провідник                               |
| 3                                 | Симоненко Юлія Олександрівна     | 05.11.2010            | середня            | позапартійна                            | Магазин «Знахідка», продавець                                   |
| 4                                 | Удовенко Сергій Анатолійович     | 05.11.2010            | вища               | позапартійний                           | Теклинська загальноосвітня школа, вчитель                       |
| 5                                 | Любімцев Олександр Миколайович   | 05.11.2010            | середня            | позапартійний                           | тимчасово не працює                                             |
| 7                                 | Григор'єва Тетяна Володимирівна  | 05.11.2010            | вища               | позапартійна                            | Балаклеївська сільська рада, головний бухгалтер                 |
| 8                                 | Чумаченко Наталія Миколаївна     | 05.11.2010            | середня            | позапартійна                            | приватний підприємець                                           |
| 9                                 | Скляренко Ольга Анатоліївна      | 05.11.2010            | вища               | позапартійна                            | Балаклеївська загальноосвітня школа № 1, вчитель                |
| 10                                | Любімцева Наталія Миколаївна     | 05.11.2010            | середня спеціальна | позапартійна                            | тимчасово не працює                                             |
| 11                                | Гладун Ольга Іванівна            | 05.11.2010            | середня            | позапартійна                            | приватний підприємець                                           |
| 12                                | Ребрін Олександр Іванович        | 05.11.2010            | вища               | позапартійний                           | пенсіонер                                                       |
| 15                                | Шелудько Лариса Пилипівна        | 05.11.2010            | середня            | позапартійна                            | с. Балаклея, поштове відділення, начальник поштового відділення |
| 16                                | Мех Костянтин Володимирович      | 05.11.2010            | середня            | позапартійний                           | Фермерське господарство «Ранок», робочий                        |
| 17                                | Тарасенко Василь Іванович        | 05.11.2010            | середня            | позапартійний                           | пенсіонер                                                       |
| 19                                | Благовісна Олена Миколаївна      | 05.11.2010            | вища               | позапартійна                            | Балаклеївська загальноосвітня школа № 3, вчитель                |
| 20                                | Савченко Микола Іваанович        | 05.11.2010            | середня            | позапартійний                           | Балаклеївська сільська рада, водій                              |
| 21                                | Чорнобривець Тетяна Оександрівна | 05.11.2010            | середня            | позапартійна                            | Смілянський територіальний центр, соціальний працівник          |
| 22                                | Шелудько Євгеній Борисович       | 05.11.2010            | вища               | позапартійний                           | Балаклеївська загальноосвітня школа № 3, вчитель                |
| 23                                | Шолудько Анна Юріївна            | 05.11.2010            | середня            | позапартійна                            | СФ ТОВ «Еліт», оператор                                         |
| 24                                | Наустіна Ольга Миколаївна        | 05.11.2010            | вища               | позапартійна                            | Магазин «Лаванда», продавець                                    |
| 25                                | Пилипенко Людмила Миколаївна     | 05.11.2010            | вища               | позапартійна                            | Поштове відділення, листоноша                                   |
| 26                                | Ярошенко Петро Федорович         | 05.11.2010            | середня            | позапартійний                           | ДП «Смілянське лісове господарство», майстер лісу               |
| 27                                | Діденко Галина Михайлівна        | 05.11.2010            | середня спеціальна | позапартійна                            | Магазин «Хмельницький», продавець                               |
| 28                                | Олійник Олена Леонідівна         | 05.11.2010            | вища               | позапартійна                            | Теклинська загальноосвітня школа, вчитель                       |
| 30                                | Федоряка Тетяна Андріївна        | 05.11.2010            | вища               | позапартійна                            | Балаклеївська сільська рада, спеціаліст                         |

## Природно-заповідний фонд
На землях сільської ради розташовано парк-пам'ятка садово-паркового мистецтва місцевого значення Сквер імені Т. Г. Шевченка.